# Estadio Polideportivo Cachamay
Das Estadio Polideportivo Cachamay oder auch Centro Total de Entretenimiento Cachamay (CTE Cachamay) ist ein Fußballstadion mit Leichtathletikanlage in der venezolanischen Stadt Puerto Ordaz, Bundesstaat Bolívar. Der Fußballverein Mineros de Guayana trägt dort seine Heimspiele aus. Die Sportstätte war einer von neun Spielorten der Copa América 2007. Dafür wurde das Stadion von 2006 bis 2007 renoviert und bietet heute 41.600 Sitzplätze. Darüber hinaus war es Austragungsort der U-20-Fußball-Südamerikameisterschaften 1991 und 2009.

## Galerie

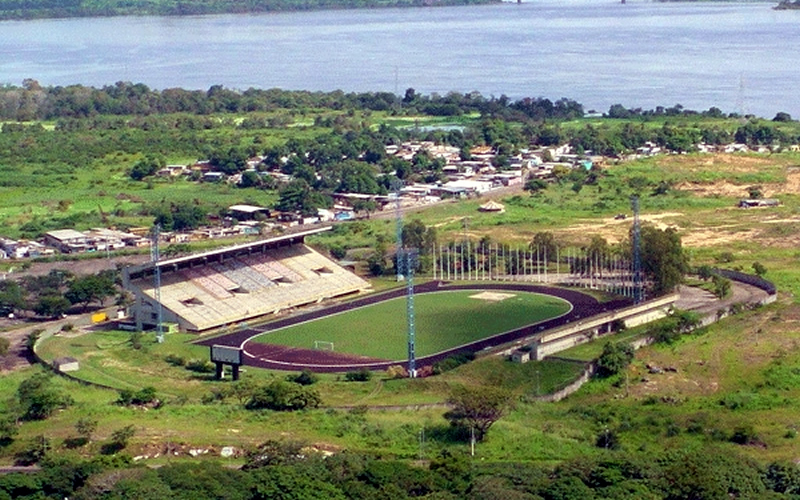
Das alte Polideportivo Cachamay vor dem Umbau
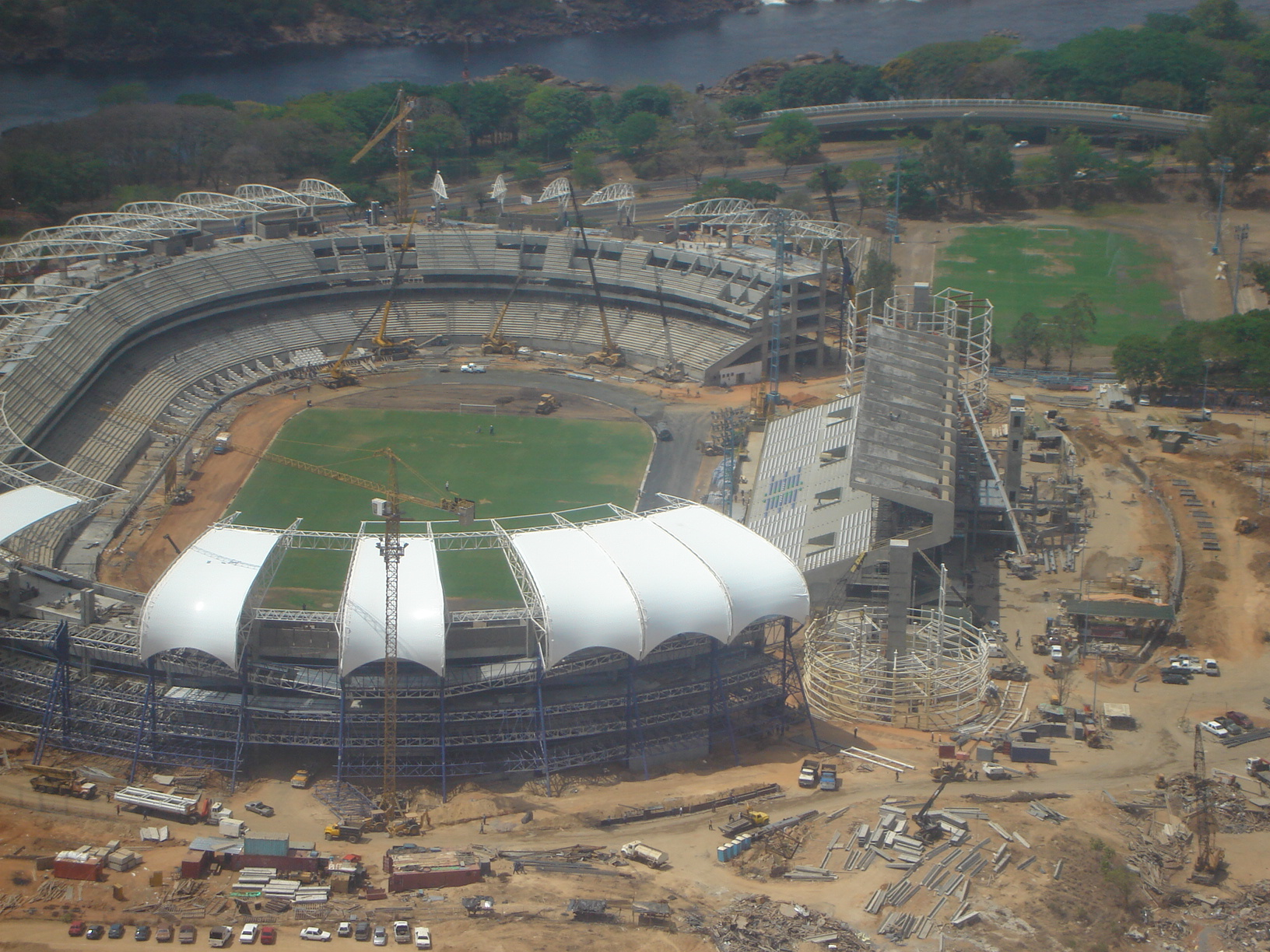
Die Baustelle im Mai 2007
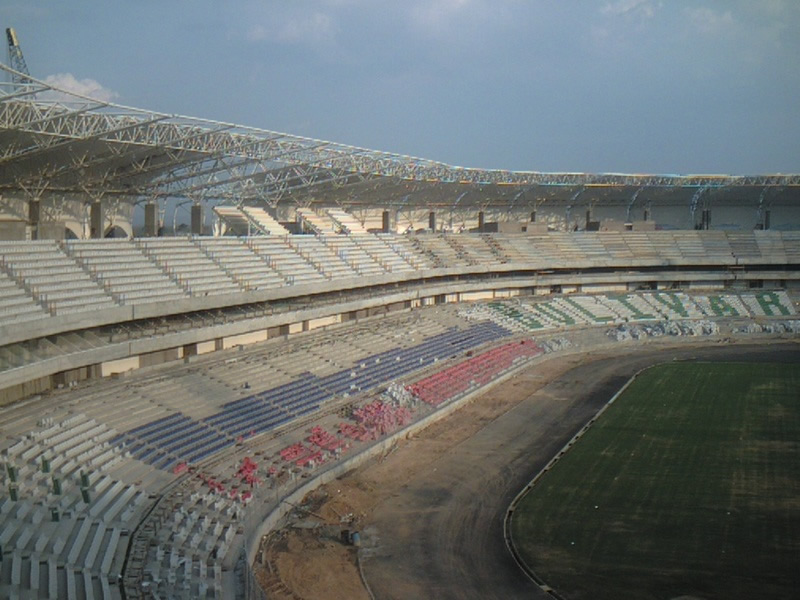
Die im Bau befindliche Tribüne (Mai 2007)
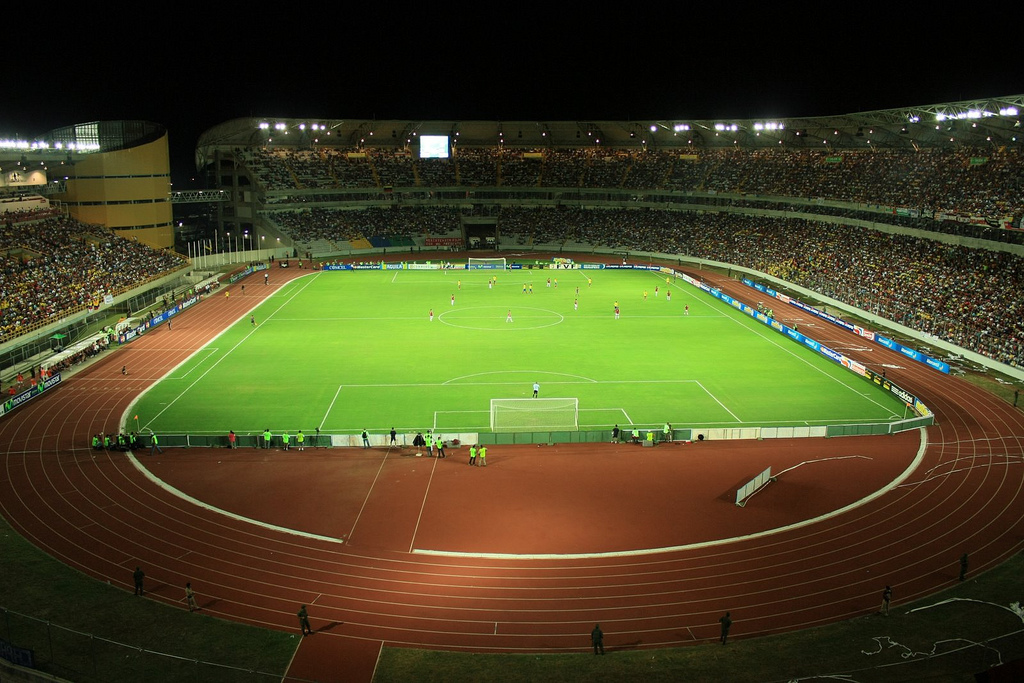
Das Stadion unter Flutlicht (März 2009)